# De oceaanvlucht
De oceaanvlucht is een hoorspel naar het “Lehrstück” Der Ozeanflug (1929, aanvankelijk Lindbergflug getiteld) van Bertolt Brecht. Hans Andreus vertaalde het en de NCRV zond het uit op vrijdag 9 juli 1971. De regisseur was Wim Paauw. Het hoorspel duurde 22 minuten.

## Rolbezetting
- Hans Karsenbarg (spreker)
- Hans Veerman (vlieger)
- Bert Dijkstra (Amerika)
- Hans Karsenbarg (Europa)
- Frans Somers (New York)
- Cees van Ooyen (het schip)
- Nel Snel (de mist)
- Bert van der Linden (de sneeuwstorm)
- Joke Reitsma-Hagelen (de slaap)
- Tonny Foletta (de visser)

## Inhoud
De piloot Charles Lindbergh stelt zichzelf en zijn vliegtuig voor. Tijdens de vlucht spreekt hij met Amerika, de schepen die hij ontmoet, de sneeuwstorm en de slaap die hem willen overmeesteren, met het water, met Europa, zijn motor en de menigte in Le Bourget, de plaats van aankomst in Europa…